# Зал хоккейной славы
Зал хоккейной сла́вы (англ. Hockey Hall of Fame, фр. Temple de la renommée du hockey), расположенный в канадском городе Торонто, представляет собой галерею развития как канадского, так и европейского хоккея.

## Общая информация
В залах галереи расположены стенды с хоккейным инвентарём, используемым при игре в хоккей, коньки, сделанные вручную, первые клюшки, а также фотографии и рисунки с изображением игры в хоккей.
В нём находятся экспозиции об игроках, командах, рекордах Национальной Хоккейной Лиги (НХЛ), реликвии и трофеи НХЛ, включая Кубок Стэнли. Впервые зал славы был открыт в 1943 году в Кингстоне под руководством Джеймса Томаса Сазерленда. Первые удостоенные чести попасть в Зал славы были определены в 1945 году, до того как он приобрёл постоянное место. Зал славы переехал в Торонто в 1958 году после того как НХЛ отказалась финансировать его в Кингстоне. Первым постоянным местом Зала хоккейной славы в 1961 году стал выставочный комплекс в Торонто. В 1993 году выставка разрослась и переехала в бывшее здание Банка Монреаля по адресу Янг-стрит, 30, где и расположена по сей день
.
Комитет, состоящий из 18 человек, в том числе игроков и тренеров, заседает каждый год в июне чтобы выбрать новых членов: игроков, судей и значимых персон. Последняя категория включает в себя тренеров, менеджеров, комментаторов, владельцев команд и многих других, которые принимают участие в развитии хоккея. Ежегодная Официальная церемония включения проходит в здании Зала славы в ноябре. После неё проходит специальная «Игра зала хоккейной славы» между командой Торонто Мейпл Лифс и командой гостей. В 2008 году Зал славы насчитывал в общей сложности 244 игрока, 98 значимых персон и 15 судей
. Обычно, основную массу выдающихся людей, включаемых в Зал славы, составляют выступавшие в Национальной хоккейной лиге игроки и судьи, со дня завершения карьеры которых прошло три полных сезона. Цензом для возможного включения в Зал славы являются 500 сыгранных в НХЛ матчей для голкиперов и 800 — для защитников и форвардов.
Существуют и различные другие показатели, которые дают основания для включения в Зал славы (например, количество шот-аутов и победных матчей — для вратарей, а также заброшенных шайб, набранных очков, выигранных Кубков Стэнли или Кубков Канады/мира — для полевых игроков). Игрок, который включён в Зал славы, получает золотой перстень с изображением эмблемы НХЛ и своей фамилией. Критики Зала Славы отмечают, что основной акцент сделан на игроках Национальной хоккейной лиги и есть некоторое пренебрежение к игрокам других хоккейных лиг по всему миру.
Номера игроков, включённых в Зал хоккейной славы, часто изымаются в знак признания.

## История
Самое первое использование термина «Зал славы» произошло в 1900 году с создания Зала Славы великих американцев, в составе Нью-Йоркского университета. В 1930-х усилилось движение за создание других залов славы, посвящённых различным дисциплинам, в том числе спортивным. После того, как 12 июня 1939 года в США были открыты Национальный музей бейсбола и Зал бейсбольной славы, оформилась идея об открытия хоккейного Зала славы. Идея получила большой резонанс после выступления Циклона Тейлора, знаменитого бывшего хоккеиста. В декабре 1940 года на страницах «Montreal Gazette» впервые упоминается «мифический хоккейный зал славы».

### Создание
Международный хоккейный зал славы и музей был основан в 1943 году по инициативе уроженца Кингстона, капитана Джеймса Томаса Сазерленда (англ. James Thomas Sutherland), бывшего президента Канадской ассоциации любительского хоккея (англ. Canadian Amateur Hockey Association), или КАЛХ (англ. CAHA). 17 апреля 1941 года Сазерленд, принимая управления КАЛХ, назначил трех человек в комитет по изучению истоков игры. Он стремился основать Зал славы в Кингстоне, так как полагал, что именно в этом городе произошло рождение хоккея

.
"Historians are said to differ considerably on the place in which the great Caesar first saw the 'light of day,' and similarly in respect to the birthplace of Canada's national winter sport, hockey. There may be some who still claim sundry and diverse places as being the authentic spot or locality. Whatever measure of merit the claim of other places may have, I think it is generally admitted and has been substantially proven on many former occasions that the actual birthplace of organized hockey is the city of Kingston, in the year 1888."
Несмотря на то, что Сазерленд ошибся годом (1886), он возводил истоки хоккея к игре между командами Королевского университета и Королевского военного колледжа в Dix’s Rink, гавани перед муниципальными зданиями Кингстона.
25 апреля 1941 года «Montreal Gazette» сообщает, что движение за то, чтобы иметь в современном хоккее что-то похожее на имеющие свои Залы славы бейсбол и гольф, началось. В ноябре того же года идея привлекала достаточно интереса, чтобы Лео Дандуран (англ. Leo Dandurand), владелец «Монреаль Канадиенс» в 1921—1935 годах, значимая фигура в спортивном Монреале, обсуждал её с представителями НХЛ.

Оригинальный логотип 1943 года

Publicity Release 1950

10 сентября 1943 года НХЛ и КАЛХ достигли соглашения об открытии в Кингстоне Зала славы и зарегистрировали его как некоммерческую благотворительную организацию. Названный «Международным хоккейным залом славы и музеем», он являлся «Original Hockey Hall of Fame» и был предназначен для чествования великих игроков и функционеров, а также сбора средств для своего отдельного помещения. Организация и руководство на первоначальном этапе были возложены на Джеймса Сазерленда. В 1945 году президентом Международного хоккейного зала славы был избран мэр Кингстона Стюарт Кроуфорд (англ. Stuart Crawford). Первые 12 «Почетных членов» были введены 30 апреля 1945 года, хотя Зал славы по-прежнему не имел постоянного помещения и был скорей виртуальным образованием. Следующие пополнения Зала состоялись в 1947, 1950 и 1952 годах.

### Раскол
Ещё в 1945 году НХЛ выделила $7 500.00, а КАЛХ — $10 000.00 для музея. В 1947 году Бостон Брюинз, Чикаго Блэкхокс, Нью-Йорк Рейнджерс и Торонто Мейпл Лифс провели ряд выставочных игр для сбора средств в пользу Зала славы. 10 января 1952 года на арене Кингстонского Мемориального центра (англ. Kingston Memorial Centre) в присутствии 3 562 болельщиков Монреаль Канадиенс переиграла сборную команду Кингстона и юниоров Монреаля со счетом 16:4. Вырученные средства также пошли на нужды музея.
30 сентября 1955 года умер Джеймс Т.Сазерленд, так и не увидев музей в собственной постоянной резиденции. С его смертью Кингстон, как место расположения Зала славы, потерял своего самого ярого сторонника. К 1958 году музей всё ещё не собрал достаточно средств для строительства своего здания в Кингстоне. Кларенс Кэмпбелл (англ. Clarence Campbell), президент НХЛ, отказался поддерживать Международный хоккейный зал славы в Кингстоне и объявил о том, что НХЛ и Национальная выставка Канады (НВК) достигли соглашения о строительстве нового здания Зала славы в Торонто, вместе с Залом спортивной славы Канады. Временный Зал хоккейной славы открылся в качестве экспоната в канадском Зале спортивной славы в августе 1958 года. Экспозиция имела успех у посетителей. До конца года его посетили 350 тысяч человек. НХЛ и НВК решили, что она должна быть постоянной. НХЛ согласилась полностью оплатить строительство нового здания на территории выставочного комплекса, которое началось в 1960 году и было завершено 1 мая 1960 года. Первая постоянная экспозиция была открыта 26 августа 1961 года премьер-министром Канады Джоном Дифенбейкером (англ. John Diefenbaker). Более 750 тысяч человек посетило Зал славы в год открытия. Вплоть до 1980 года вход в Зал славы был свободный.

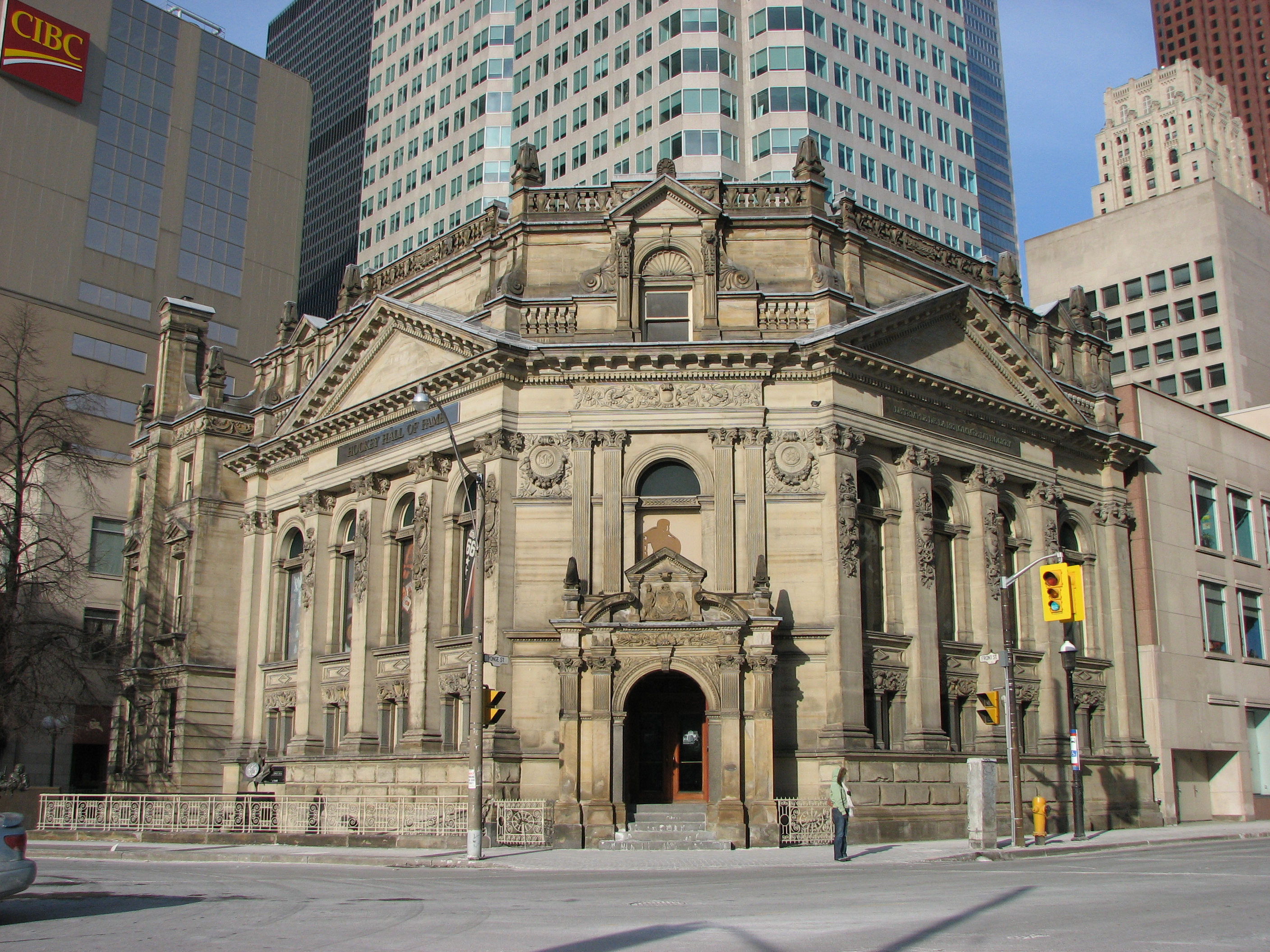
Зал хоккейной славы.

В 1986 году залу хоккейной славы снова стало не хватать места и совет директоров принял решение о необходимости нового дома.
Здание в выставочном комплексе было закрыто в 1992 году. Сразу после этого начались работы на новом месте, бывшем здании банка Монреаля на углу улиц Янг и Фронт в Торонто. Здание, которое сейчас является частью Брукфилд Плейс (Brookfield Place), было спроектировано Frank Darling and S. George Curry,. Новый Зал хоккейной славы, который официально был открыт 18 июня 1993 года, включает 4.700 м2 выставочного пространства, что в семь раз больше того, что было раньше. Сейчас зал славы принимает более 300 тысяч посетителей ежегодно.

## Организация зала славы
Первым куратором зала славы стал Бобби Хьюитсон (Bobby Hewitson). После выхода на пенсию в 1967 году Бобби Хьюитсона, его сменил Лефти Рейд, который пробыл на этом посту 25 лет и вышел на пенсию в 1992 году. Следом за ним пост занял бывший судья НХЛ Скотти Моррисон, который являлся президентом зала славы с 1986 года. Моррисон был ответственным за переезд зала славы.
Поначалу спонсорами зала хоккейной славы выступали НХЛ и Хоккей Канады. В настоящее время зал хоккейной славы является общественной организацией «Hockey Hall of Fame and Museum» (HHFM), независимой от НХЛ. Он управляется председателем совета директоров Биллом Хеем и президентом Джеффом Деноммом.

## Выставочные залы

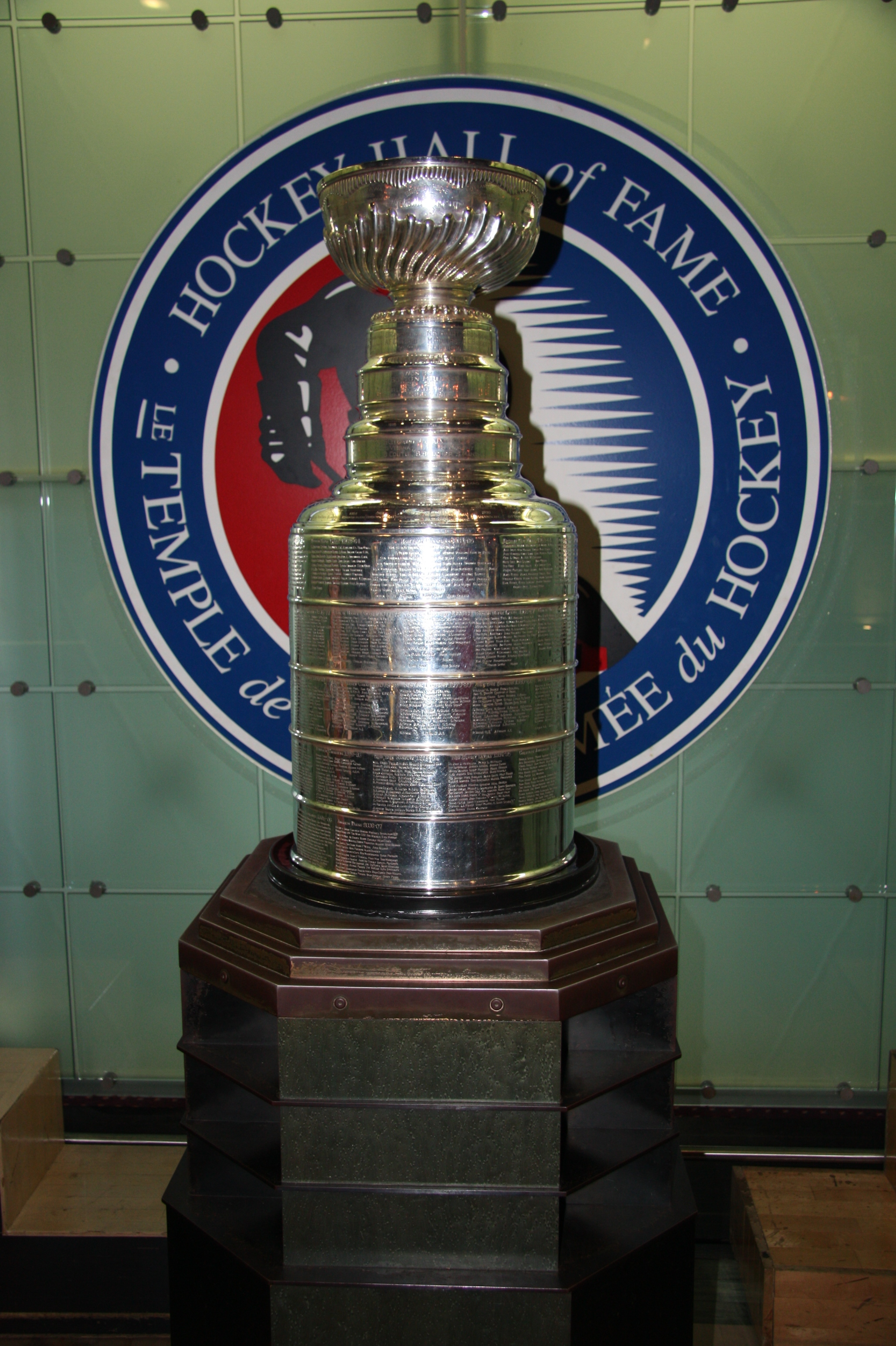
Кубок Стэнли, расположенный в Зале хоккейной славы

Зал хоккейной славы включает в себя 15 выставочных залов общей площадью 5.300 м2. Посетителям представлены различные трофеи, памятные знаки и снаряжение игроков во время определённых игр.
В MCI большой зал, который можно описать как «Храм икон хоккея», расположены портреты и биографии всех членов зала славы. Центральное место в этом зале занимает кубок Стэнли или его копия, когда сам кубок находится за пределами зала славы. Первая версия кубка, старые наградные кольца и текущие трофеи лиги чемпионов расположены в банковском хранилище, куда также можно попасть из Большого зала. В этом зале ежегодно проходит церемония включения в зал славы.
Зона НХЛ — большая экспозиция о НХЛ. Информация о современных командах и игроках представлена в зале НХЛ сегодня, в то время, как памятные вещи и информация о прошлых и действующих командах расположены в зале НХЛ ретро. Зал Легенд НХЛ представляет меняющуюся экспозицию о членах зала славы, в то время как зал Памятных вех НХЛ напоминает о значимых рекордах, включая игру Darryl Sittler’s ten-point game and Wayne Gretzky’s all-time points record.

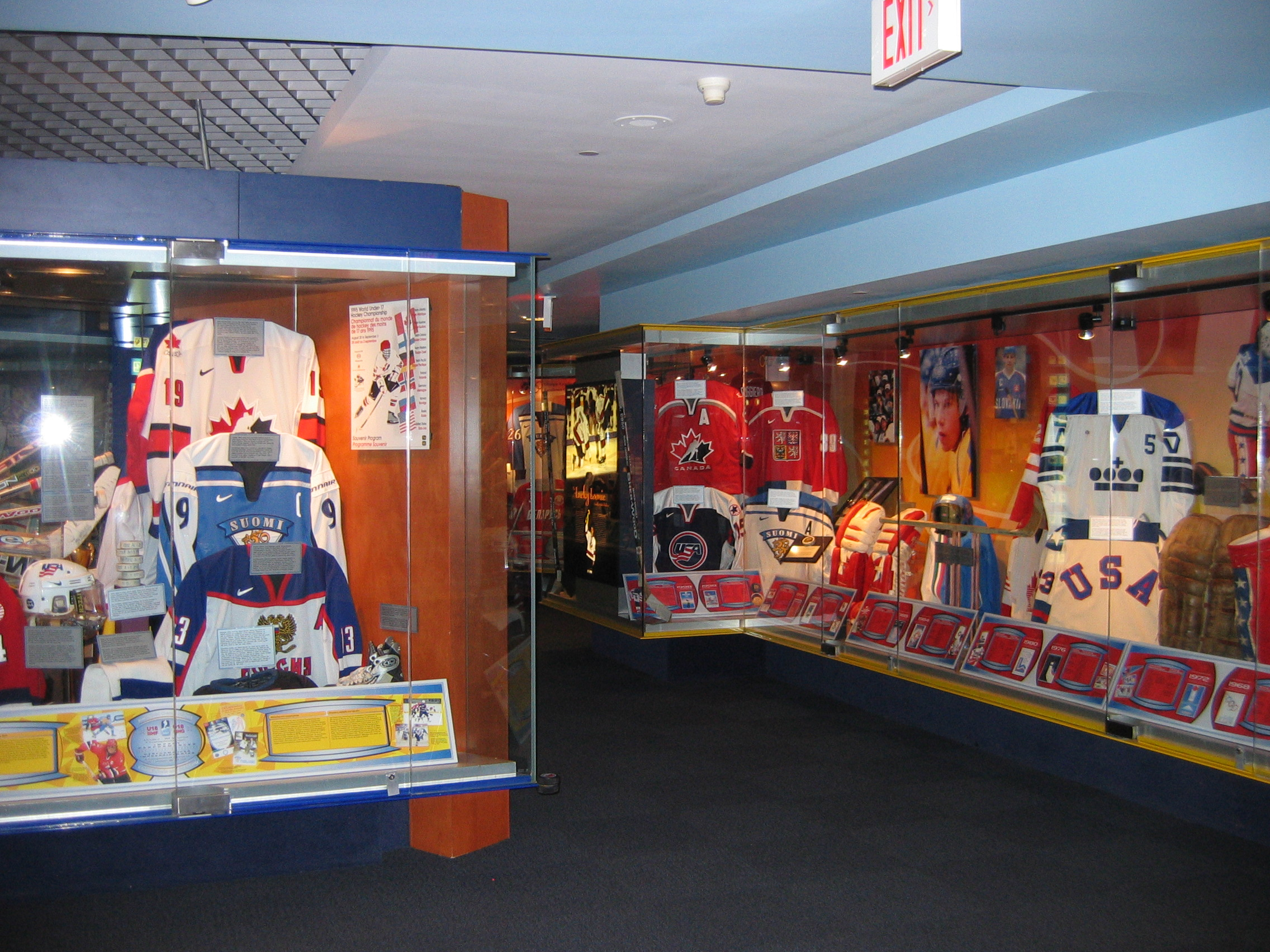
Зона Мир хоккея.

В 1998 году Международная федерация хоккея с шайбой в лице директора по маркетингу Киммо Лейнонена (англ. Kimmo Leinonen) подписала долгосрочный договор с Национальной хоккейной лигой и 29 июля 1998 года, основанный годом ранее Зал славы ИИХФ был переведен из Цюриха в Торонто, в Зал хоккейной славы, где экспозиция, включающая в себя профили стран-членов ИИХФ, была размещена в отдельном зале на площади 3500 фут² (325,16 м²) в разделе Мировой хоккей. Имена всех членов Зала славы помещены на специальной доске с указанием национальной принадлежности избранника. До 1997 года в течение действовавшего 5-летнего договора экспозиция музея ИИХФ располагалась в кингстонском Зале славы.

## Члены Зала славы

### Выбор членов

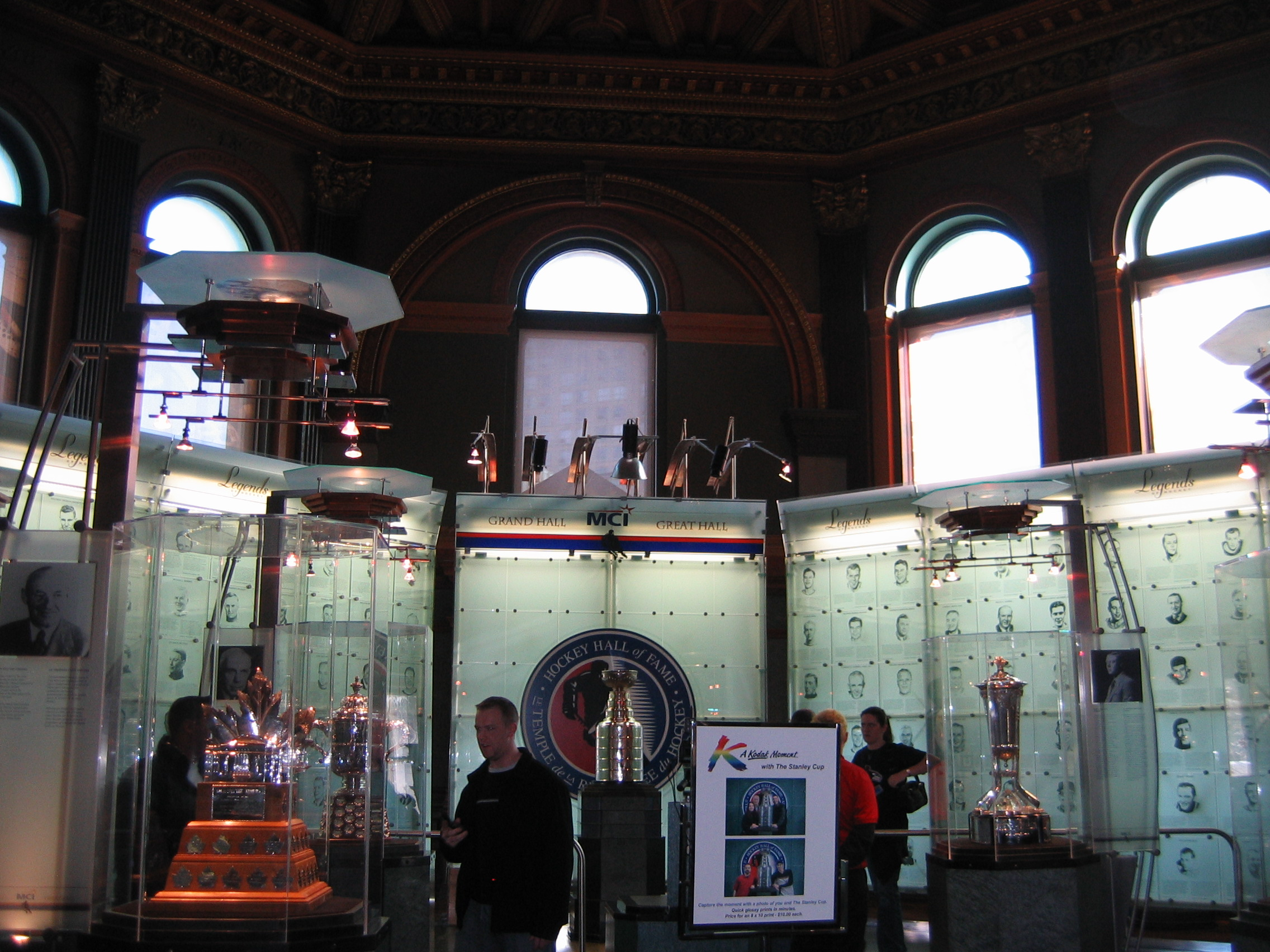
«Храм икон хоккея».

Новые члены зала славы могут быть выбраны по трём категориям: игроки, значимые персоны и судьи. Категория значимых персон включает тренеров, комментаторов, менеджеров и владельцев команд, иными словами, тех, кто помогает развитию хоккея. Категория судей была добавлена в 1961 году. Кроме того, в 1988 году была добавлена категория игроков-ветеранов, целью которой было «дать стимул игрокам, которых, возможно, недосмотрели и шансы которых попасть в зал славы ограничены по сравнению с современными игроками». Одиннадцать игроков были включены в эту категорию зала славы до того, как в 2000 году совет директоров упразднил её и объединил с основной категорией.
Кандидаты для включения в зал славы номинируются комитетом, состоящим из 18 человек. Это члены зала хоккейной славы, хоккейные функционеры и журналисты, представляющие «регионы по всему миру, где популярен хоккей», и включающие по меньшей мере одного представителя международного хоккея и одного представителя любительского хоккея. Члены комитета назначаются советом директоров на трёхлетний срок, при этом каждый год проходит назначение шести членов. В марте 2009 года выборный комитет состоял из сопредседателей Джеймса М. Грегори и Пата Куина, а также Скотти Боумена, Девида Бранча, Колина Кемпбела, Джона Девидсона, Ерика Духашека, Ян-Ейка Едвинссона, Майка Эмрика, Микаеля Фарбера, Майка Гартнера, Дика Ирвина (мл.), Ленни Макдональда, Ивона Педно, Сержа Савард, Гарри Синдена, Петера Штясны и Билла Торрея.
Ежегодно каждый член комитета может номинировать только одного человека в каждой категории. Номинации должны быть одобрены председателем совета директоров до 15 апреля. Затем комитет встречается в июне, когда проходит серия тайных голосований и кандидаты, за которых проголосовало 75 % выборного комитета включаются в зал славы. Если не удалось набрать квоту на вступление в первом раунде, то проводится серия голосований на выбывание. Претенденты, набравшие меньше 50 % голосов выбывают из рассмотрения в текущем году. Голосование продолжается до тех пор пока количество претендентов не достигнет квоты, либо пока у всех оставшихся претендентов не будет между 50 % и 75 %. Ежегодно количество новых членов зала славы ограничено четырьмя игроками, двумя значимыми персонами и одним судьей. Чтобы иметь возможность быть номинированными, игроки и судьи должны завершить карьеру по меньшей мере за три года до номинации. Это ограничение не касается значимых персон.
Условие периода ожидания не выполнялось для десяти наиболее значимых игроков, последний из которых, Уэйн Гретцки, был введён в зал славы в 1999 году.
Зал хоккейной славы признаёт всех 40 членов эпохи Кингстона. В 1966 году в Зал славы были введены Харви Джексон (англ. Harvey (Busher) Jackson) и Фредерик Джозеф «Бан» Кук (англ. Fredtrick Joseph "Bun" Cook). Оба позднее были введены Зал хоккейной славы в Торонто: Харви Джексон в 1971 году, а «Бун» Кук в 1995 году.

### Церемония включения
С 1959 года по 1974 год церемония включения проходила в зале славы. В 1975 году, и вплоть до 1979 года, церемония прошла в Отеле Ройял Йорк в Торонто. С 1980 по 1992 год церемония включения проходила в разных местах Торонто, за исключением 1986, 1987 и 1991 годов, когда церемония прошла в Ванкувере, Детройте и Оттаве, соответственно. С 1993 года церемония включения в зал славы проходит в здании зала славы. Впервые церемония включения транслировалась по каналу The Sports Network в 1994 году. В 1999 году была учреждена «Игра зала хоккейной славы» — состязание между командой Торонто Мэйпл Лифс и командой гостей, перед которым проходит специальная церемония чествования новичков зала славы. Журналист Эдмонтон Сан Robert Tychkowski сообщает, что многие полагают (включая Кевина Лоу — президента клуба Edmonton Oilers), что церемония должна проходить в день, когда нет игр НХЛ. В таком случае посетить игру и принять в ней участие сможет большее количество звёзд хоккея.

### Критика
Зал славы подвергся критике за то, что в начале 2000-х годов было включено несколько спорных кандидатур «из-за недостатка действительно великих». Позже некоторые объявили, что зал славы стал слишком привилегированным. Кроме этого, считается что зал чересчур сфокусирован на игроках НХЛ и в нём мало международных звёзд, это больше «Зал славы НХЛ», чем «Зал хоккейной славы». Во многом после этих обвинений зал славы открыл галерею международного хоккея. Валерий Харламов, который был введён в зал славы в 2005 году, один из немногих современных членов, который никогда не играл в НХЛ. Ещё один момент для критики — пренебрежение игроками Всемирной хоккейной ассоциации и большое представительство так называемой «Оригинальной шестёрки» (эра из шести команд НХЛ с 1942 года по 1967 год). Несколько лет зал славы критиковали за отсутствие имён из женского хоккея, после чего зал славы объявил, что будет проведено специальное рассмотрение для женщин.
Наиболее спорным потенциальным членом зала славы является Пол Хендерсон, который забил победную шайбу в решающем матче хоккейной серии игр 1972 года между Канадой и СССР. Это один из наиболее известных моментов в истории как хоккея, так и всего канадского спорта. В то время как нет сомнений в исторической значимости этого события, статистика Хендерсона в НХЛ не выдерживает сравнения со статистикой игроков из зала славы. Эта кандидатура вызывает множество дебатов у хоккейных фанатов и спортивных журналистов.